# Őszi vetővirág
Az őszi vetővirág (Sternbergia lutea) az egyszikűek (Liliopsida) osztályába, a spárgavirágúak (Asparagales) rendjébe, az amarilliszfélék (Amaryllidaceace) családjába tartozó faj, több alfajjal és számos kertészeti változattal.

## Megjelenése, felépítése
2–4 cm átmérőjű hagymáját vastag, sötétbarna héj borítja.  Szívesen fejleszt fiókhagymákat. Sárga, a nárciszokra emlékeztető, magányos virágai a napon nagyra nyílnak. Levelei a krókuszok leveleire emlékeztetnek.

## Életmódja, termőhelye
Évelő. Leginkább sziklás lejtőkön, mezsgyéken, valamint az ún. garrigue növényzetben, tehát a mediterrán mészkőfennsíkok nem összefüggő, másodlagos cserjéseiben fordul elő. A napos helyet, a jó vízgazdálkodású, nem túl agyagos talajt kedveli.
Nevét onnan kapta, hogy a virágai az őszi vetések idején, októberben nyílnak. A virágok közvetlenül a földből hajtanak ki, és csak kedvező időjárási körülmények között — akkor, ha nyár végén, ősz elején elég csapadék esik. Ennek hiányában a föld alatt nyílik, ugyanis ott is meg tud termékenyülni. Virágnyíláskor még nincs levele. Levelei a virág után, de még annak elnyílása előtt hajtanak ki. Fényes zöld levelei áttelelnek. Toktermése a leveles időszakban érik be.

## Felhasználása
Kedvelt kerti növény.

## Alfajok
- Sternbergia lutea subsp. lutea (törzsváltozat)
- keskeny levelű vetővirág (Sternbergia lutea subsp. sicula) — egyes rendszertanászok külön fajnak tartják (Sternbergia sicula)